# NGC 7189
NGC 7189 (другие обозначения — PGC 67934, UGC 11882, MCG 0-56-7, ZWG 377.17, IRAS22007+0019) — спиральная галактика с перемычкой (SBb) в созвездии Водолей.
Этот объект входит в число перечисленных в оригинальной редакции «Нового общего каталога».
В галактике вспыхнула сверхновая SN 2011kh типа II, её пиковая видимая звездная величина составила 18,5.